# NGC 1500
NGC 1500 é uma galáxia elíptica (E-S0) localizada na direcção da constelação de Dorado. Possui uma declinação de -52° 19' 42" e uma ascensão recta de 3 horas, 58 minutos e 14,0 segundos.
A galáxia NGC 1500 foi descoberta em 24 de Dezembro de 1837 por John Herschel.